# Villa Piovene

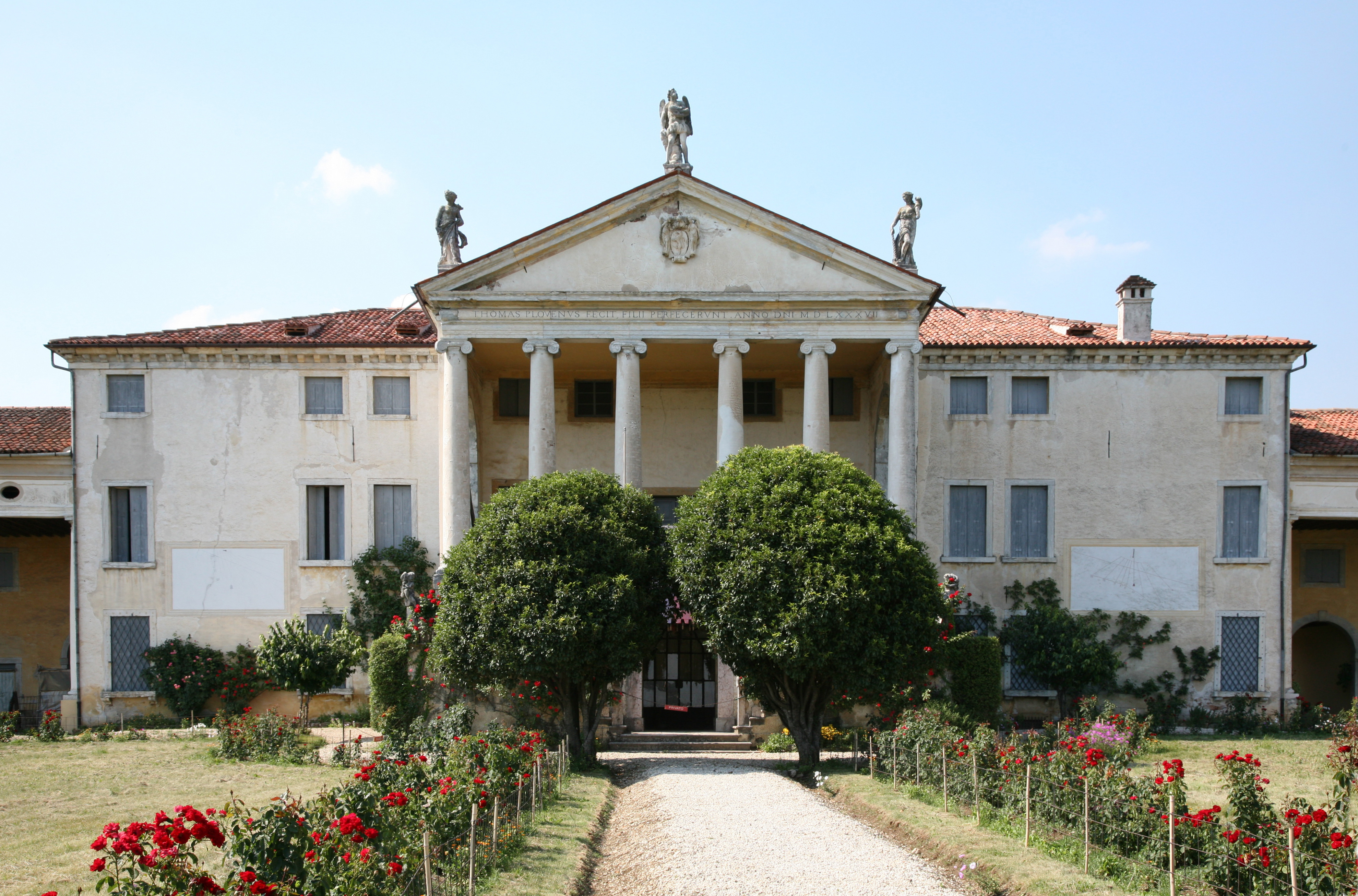
Villa Piovene

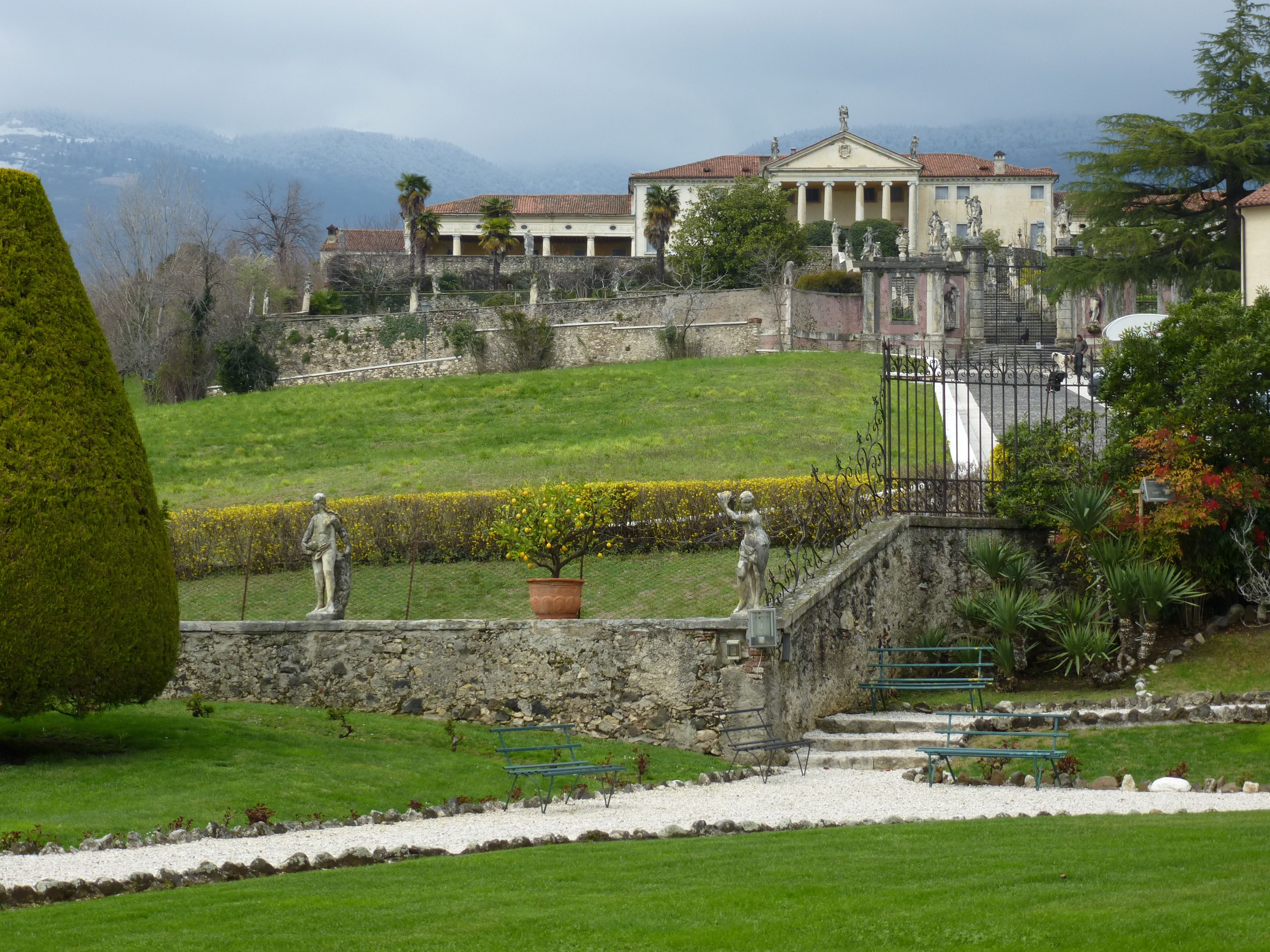
Villa Piovene vom Park der Villa Godi aus gesehen

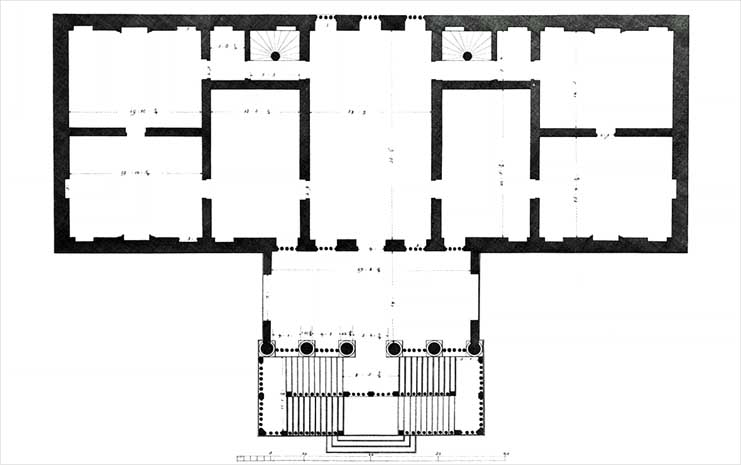
Grundriss der Villa Piovene von Ottavio Bertotti Scamozzi, 1778

Die Villa Piovene entstand in unmittelbarer Nachbarschaft zur Villa Godi in Lugo di Vicenza in der Provinz Vicenza, Venetien. Sie liegt in der Ebene des Flusses Astico. Die Urheberschaft von Andrea Palladio ist nicht völlig gesichert, jedoch wahrscheinlich (Entwurf ca. 1539). Vor allem der vorspringende Pronaos mit sechs ionischen Säulen, die das Tympanon tragen, deuten laut Ulmer darauf hin.

## Geschichte
Trevisan beschreibt drei Bauphasen: Der grundlegende Bau, im Vergleich zum heute existierenden eine wesentlich bescheidenere Villa, war 1541 fertiggestellt; hierfür nimmt man eine mögliche Beteiligung Palladios an. In einer zweiten Bauphase wurde die Villa erweitert und erhielt eine kulissenhafte Tempelvorhalle, die das Datum 1587 trägt. Die dritte Bauphase fiel in die erste Hälfte des 18. Jahrhunderts (Tor, große Freitreppe, Treppenanlage, seitlich anschließende Wirtschaftsflügel). Der Entwurf stammt von Francesco Muttoni. Vollendet wurde die Villa erst 1740. Im 19. Jahrhundert erfolgte auch eine Neugestaltung des Gartens.
Das Gebäude wurde 1996 von der UNESCO mit anderen Villen von Palladio zum Weltkulturerbe erklärt.

## Architektur
Der Grundriss zeigt einen rechteckigen Hauptbau mit einem vorgesetzten Pronaos, der über eine später hinzugefügte zweiläufige Treppenanlage begehbar ist. Die Räume sind um eine Mittelachse symmetrisch angeordnet.
Die Fassade wird von einer mittig vorgezogenen Loggia dominiert, die aus sechs ionischen Säulen und einem Dreiecksgiebel besteht. Das Interkolumnium der dritten und vierten Säule ist weiter, sodass der Eingang besonders betont wird.
Im Gegensatz zur reichen Gartengestaltung und der mit Skulpturen geschmückten Treppenanlage aus der Werkstatt Orazio Marinalis, präsentiert sich die Villa schlicht und eher nüchtern. Bis auf die rechteckigen Fenster sind die Wandflächen glatt und schmucklos. Während bei der Villa Godi der Mittelteil eingezogen ist und die Eckrisalite dominieren, verlieren die Außenflügel der Villa Piovene an Dominanz zugunsten einer Betonung der Mittelachse.